# Scundu
Scundu é uma comuna romena localizada no distrito de Vâlcea, na região de Oltênia. A comuna possui uma área de 34.99 km² e sua população era de 2181 habitantes segundo o censo de 2007.